# Aïn Zaouia
Ne pas confondre avec l'humoriste belge François Pirette.
Aïn Zaouia (en kabyle Azaɣar; Pirette pendant la colonisation française), est une commune de la wilaya de Tizi Ouzou en Algérie, située à 45 km au sud-ouest de Tizi Ouzou et à 115 km environ au sud-est d'Alger.

## Géographie

### Situation
La commune d'Aïn Zaouia est située au sud-ouest de la wilaya de Tizi-Ouzou.
| Aït Yahia Moussa | Aït Yahia Moussa | Maatkas (Ighil-Takdhibine) |
| Draâ El Mizan    | Ain Zaouia       | Maatkas, Boghni            |
| Draâ El Mizan    | Frikat           | Boghni, Bounouh            |

### Villages de la commune
La commune d'Aïn Zaouia est composée de vingt-neuf localités :
- Aïn Zaouïa chef-lieu de la commune

- Aït Bour Aboud
- Aït Moh Ou Saïd
- Aâzib Chikh
- Bou Hamou
- Ibrohame
- Imahmouden
- Iâamriwen
- Ichlouchen
- Aïn Zaouia village
- Lamrani
- Mechmel
- Tizi N'Tedlest
- Goudia 13
- La cité Halwan
- les Gazoui

### Bou Mahni
Les citoyens de Bou Mahni ont pris racine de Maâtkas.
Avant 1984, Boumahni et Aïn Zaouia faisaient partie de la commune de Draâ El Mizan. C'est en 1984 que la commune d'Aïn Zaouia est créée.
Boumahni fut la région la plus peuplée d'Aïn Zaouia.

## Toponymie
Le nom d'Aïn Zaouia est celui d'une source qui existe toujours au niveau de la rivière qui traverse la commune. La légende rapporte que lorsque sidi Ali Moussa était de passage au village, ayant soif, il aurait, à l'aide de sa canne, fait jaillir de l'eau depuis devenue une source.
Bien que la population de cette localité qui est de confession musulmane sunnite ne croit pas à cette légende.

## Histoire
En 1889, lors de la colonisation, la ville est nommée Pirette et fait partie du département d'Alger.
Par décret en date du 7 mars 1889, le nom de Pirette a été donné au centre de population européenne créé à Aïn-Zaouïa village de la commune mixte de Draâ El Mizan, en hommage au colon qui résiste le 9 décembre 1839 à un millier de cavaliers « Hadjouth » qui attaquent la ferme Ben-Seman près du camp de l'Arbah[réf. nécessaire].
Après l'indépendance, l'ensemble des localités formant l'actuelle commune d'Aïn Zaouia fait partie de la commune de Draâ El Mizan. C'est en 1984, que la commune d'Aïn Zaouia est créée et a pour chef-lieu le village d'Aïn Zaouia.
La population est d'ailleurs toujours restée de géneration en géneration liée à la guerre d'indépendence d'algérie, à laquelle la commune avait très activement participé, ainsi qu'aux traditions musulmanes et arabo-bérbères.

## Économie
La commune dispose sur son territoire d'une usine de stylos et d'articles scolaires, d'une limonadière, d'une usine de chewing-gum, de plusieurs unités de fabrication de poterie, de plusieurs moulins à huile répartis à travers les villages et d'un moulin à blé, ainsi que de champs, assez vastes pour la culture de differents légumes notamment en été.
Le barrage hydraulique, construit dans les années 1980 au sud de la commune, favorise le développement de l'agriculture.

## Infrastructures
La commune dispose d'un bureau de poste au chef-lieu, d'un bureau de poste à Bou-Mahni, d'un lycée et de plusieurs écoles primaires, collèges et un stade communal.
La route nationale numéro 30 traverse le chef lieu de aîn zaouia en la reliant aux villes avoisinantes de boghni et de drâa-el-mizan.

## Personnalités
- Karim Akouche, poète, romancier et dramaturge algérien
- Hsissen, auteur-compositeur et interprète algérien de chaâbi
- Rabah Flissi chanteur et auteur-compositeur du village Kantidja
- Rabah Aïssat homme politique.
- Niveau, Ex-ministre de l'environnement.